# 1975 (numero)
Millenovecentosettantacinque (1975) è il numero naturale dopo il 1974 e prima del 1976.

## Proprietà matematiche
- È un numero dispari.
- È un numero composto da 6 divisori: 1, 5, 25, 79, 395, 1975. Poiché la somma dei suoi divisori (escluso il numero stesso) è 505 < 1975, è un numero difettivo.
- È un numero palindromo e un numero ondulante nel sistema numerico esadecimale.
- È un numero congruente.
- È un numero nontotiente in quanto dispari e diverso da 1.
- È un numero odioso.
- È parte delle terne pitagoriche (553, 1896, 1975), (1185, 1580, 1975), (1975, 2808, 3433), (1975, 4740, 5135), (1975, 15540, 15665), (1975, 24648, 24727), (1975, 78000, 78025), (1975, 390060, 390065), (1975, 1950312, 1950313).

## Astronomia
- 1975 Pikelner è un asteroide della fascia principale del sistema solare.

## Astronautica
- Cosmos 1975 è un satellite artificiale russo.